# Setesdalsbanan
Setesdalsbanan (norska: Setesdalsbanen) är en åtta kilometer lång

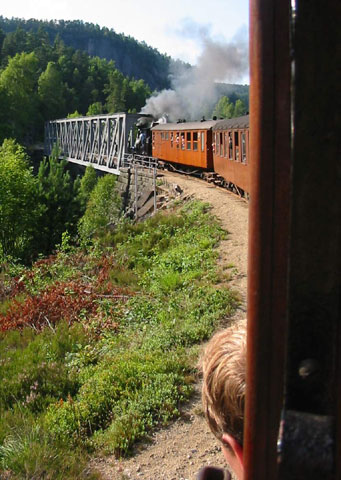
Museitåg vid Paulen bro på Setesdalsbanan.

museijärnväg som går mellan Røyknes och Grovane i Vennesla kommun i Agder fylke i södra Norge. Den smalspåriga järnvägen har en  spårvidd på 1 067 mm (3,5 fot), medan normalspår är 1 435 mm. 
Setesdalsbanan var ursprungligen 78 kilometer lång och gick mellan Kristiansand och Byglandsfjord. Banan lades ned 1962 och är uppriven, men en del är alltså bevarad som museijärnväg.
När Sørlandsbanan öppnades till Kristiansand 1938, var Grovane (Se koordinater) den nya ändstationen för Setesdalsbanan, med kopplingar till Sørlandsbanan.
När Setesdalsbanan lades ned 1 september 1962, var banan borta mellan Byglandsfjord och Beihølen damm. Den sex kilometer långa sträckan mellan Beihølen och Grovane drivs sedan dess av lokala entusiaster och museijärnvägen förlängdes senare till Røyknes.  Tåget kör söndagar i juni, juli och augusti.